# Maison Callimachi

La Maison Callimachi (ou Kallimachis ou Callimaki) est une famille princière phanariote originaire de Moldavie, elle joua un rôle important dans les principautés de Moldavie et de Valachie. 

## Descendance
- Teodor Calmășul (en)
  - Gavriil Callimachi (en)
  - Jean Théodore Kallimachis Hospodar de Moldavie de 1758 à 1761.
    - Grégoire Kallimachis Hospodar de Moldavie de 1761 à 1764 et de 1767 à 1769.
    - Alexandre Kallimachis hospodar de Moldavie de 1795 au 8 mars 1799.
      - Scarlat Kallimachis Hospodar de Moldavie avec des interruptions de 1806 à 1819 et sur la Valachie en 1821.